# بهداشت

شستشوی دست‌ها به عنوان نمادی از نظافت شناخته می‌شود.

بِهداشت یا نظافت علم و هنر پیشگیری از بیماری‌ها، طولانی کردن عمر و بالا بردن سلامتی به‌وسیلهٔ کنش‌های اجتماعی است؛ بر همین اساس، برای بهداشت فردی، عمومی، روانی و غذایی تعریف‌هایی وجود دارد.

## ریشه‌شناسی
در زبان فارسی واژه نظافت نیز به وفور به جای بهداشت استفاده می‌شود که ریشه عربی دارد. نظافت (به عربی: نظافة) وام‌واژه‌ای از زبان عربی در فارسی است.

## پیشینه

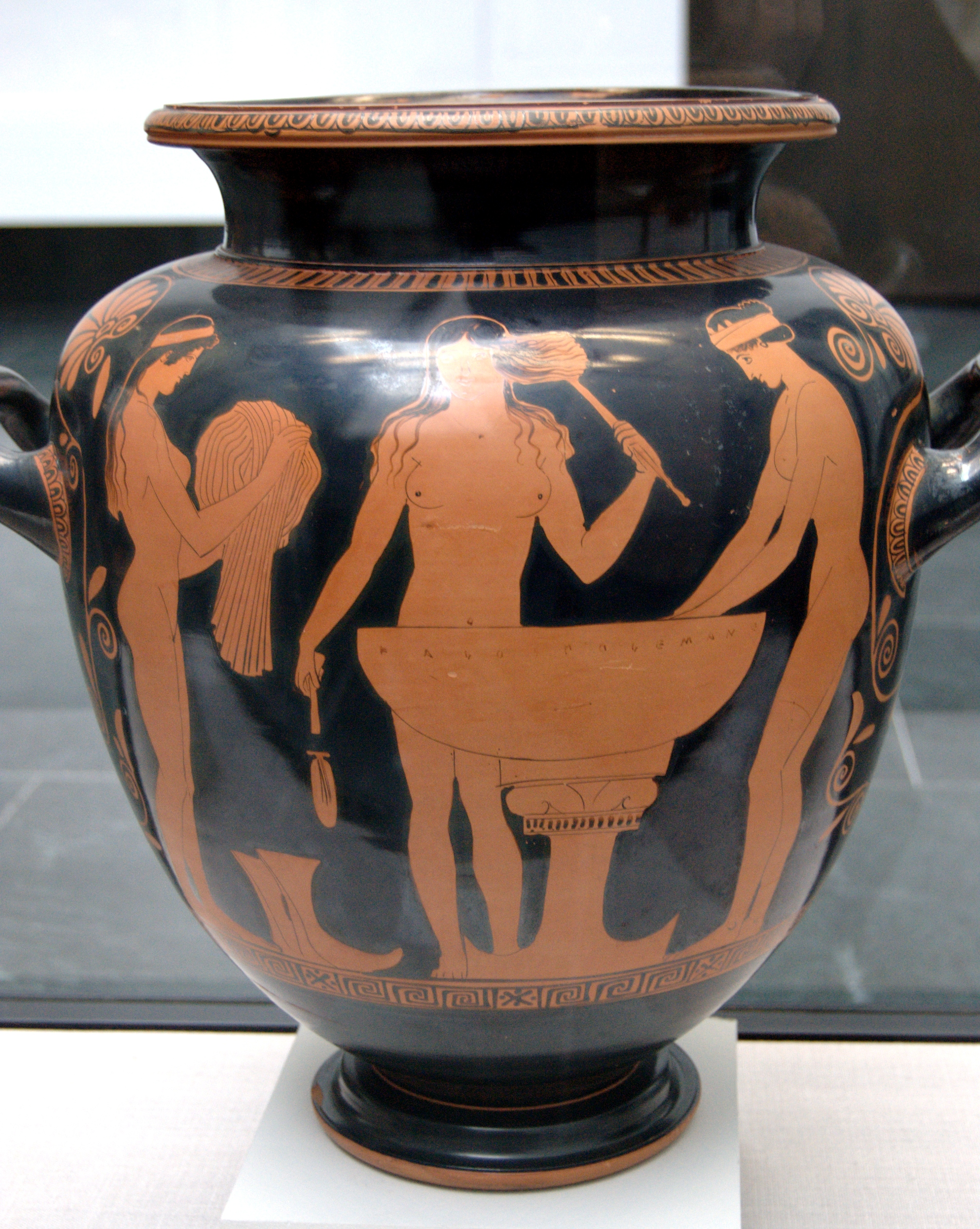
سه زن جوان در حال حمام، ۴۳۰ تا ۴۴۰ پیش از میلاد، یونان باستان.

مردم دوران پیشاتاریخ با توجه به تجربیات و نیز، اعتقادات دینی یا خرافی خود، به گونه‌ای، از بیمار شدن جلوگیری می‌کردند.
در روم باستان، بهداشت به عنوان نماد سلامتی شناخته می‌شد؛ به همین منظور، حمام‌های عمومی متعددی در شهرهای مختلف ساخته می‌شدند؛ علاوه بر استحمام که تا حدودی مفهوم پاکیزگی داشت، ماساژ و کرم‌های معطر نیز مورد استفاده قرار می‌گرفتند. منشأ کلمهٔ بهداشت نیز به همان دوره، و به الههٔ سلامتی و پاکیزگی، هیجیا (به یونانی: Ὑγιεία)، دختر اسقلبیوس بازمی‌گردد.

در ابتدای قرون وسطی استحمام به‌عنوان پاک‌کنندهٔ روح، در میان بسیاری از مردم متداول شد؛ ولی به مرور زمان و با گسترش اعتقادات خرافاتی مبنی بر اینکه آب، موجب بازشدن منافذ پوست و ورود بیماری‌ها به بدن می‌شود، استحمام از رواج افتاد، و حمام‌های عمومی، منبعی برای ابتلا به بیماری‌ها شناخته شد. در مقابل، چرک بدن، لایهٔ محافظی در برابر بیماری‌ها پنداشته شد؛ به‌علاوه، توالت‌ها (حتی در قلعهٔ پادشاهان) در مکان عمومی و در ملأعام قرار داشتند و فضولات در کوچه‌ها منظره‌ای طبیعی شناخته می‌شد. دست‌ها و صورت تنها بخش‌هایی از بدن که در این دوره به‌طور منظم شست‌وشو می‌شدند و برای پوشاندن بوی بد بدن، تنها از انواع عطر استفاده می‌شد.

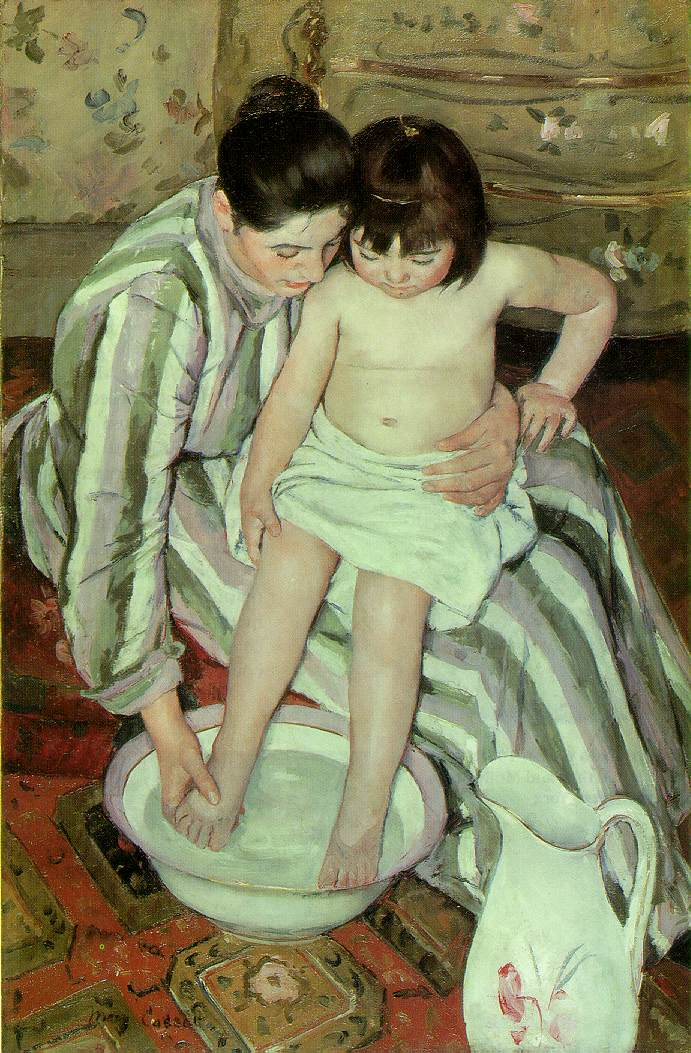
نقاشی شستشوی کودک

این وضع در دوران رنسانس به علت شیوع بیماری‌هایی خطرناک، چون: سیفیلیس و طاعون بدتر شد؛ مردم برای جلوگیری از ابتلا به این بیماری‌ها استفاده از آب را به حداقل رسانیدند و برای شست‌وشو تنها از پارچه‌هایی خشک استفاده می‌کردند.
در دورهٔ پادشاهی لویی شانزدهم، استفاده از آب، دوباره و به تدریج متداول شد. توالت و دست‌شویی‌ها به اتاق‌هایی جداگانه منتقل شد و استحمام به دور از چشم دیگران انجام گرفت. داشتن حمام در خانه رواج یافت؛ هرچند هدف از آن‌ها در درجهٔ اول، استراحت بود و نه شست‌وشو.
در قرن نوزدهم استحمام، لازمهٔ رعایت بهداشت فردی شد و شستن دست و صورت با صابون در میان اغلب مردم رواج یافت. در اواخر قرن نوزدهم، اکثر ساختمان‌ها در اروپا دارای حمام و دست‌شویی بودند. ایجاد شبکه‌های فاضلاب زیرزمینی و تصفیه‌خانه نیز در قرن بیستم موجب ارتقای سطح بهداشت عمومی در شهرها شد؛ به علاوه، سازمان جهانی بهداشت در سال ۱۹۴۶، به منظور هماهنگی و ارتقای وضعیت بهداشت عمومی در سطح جهان تأسیس یافت.

## سطوح بهداشت

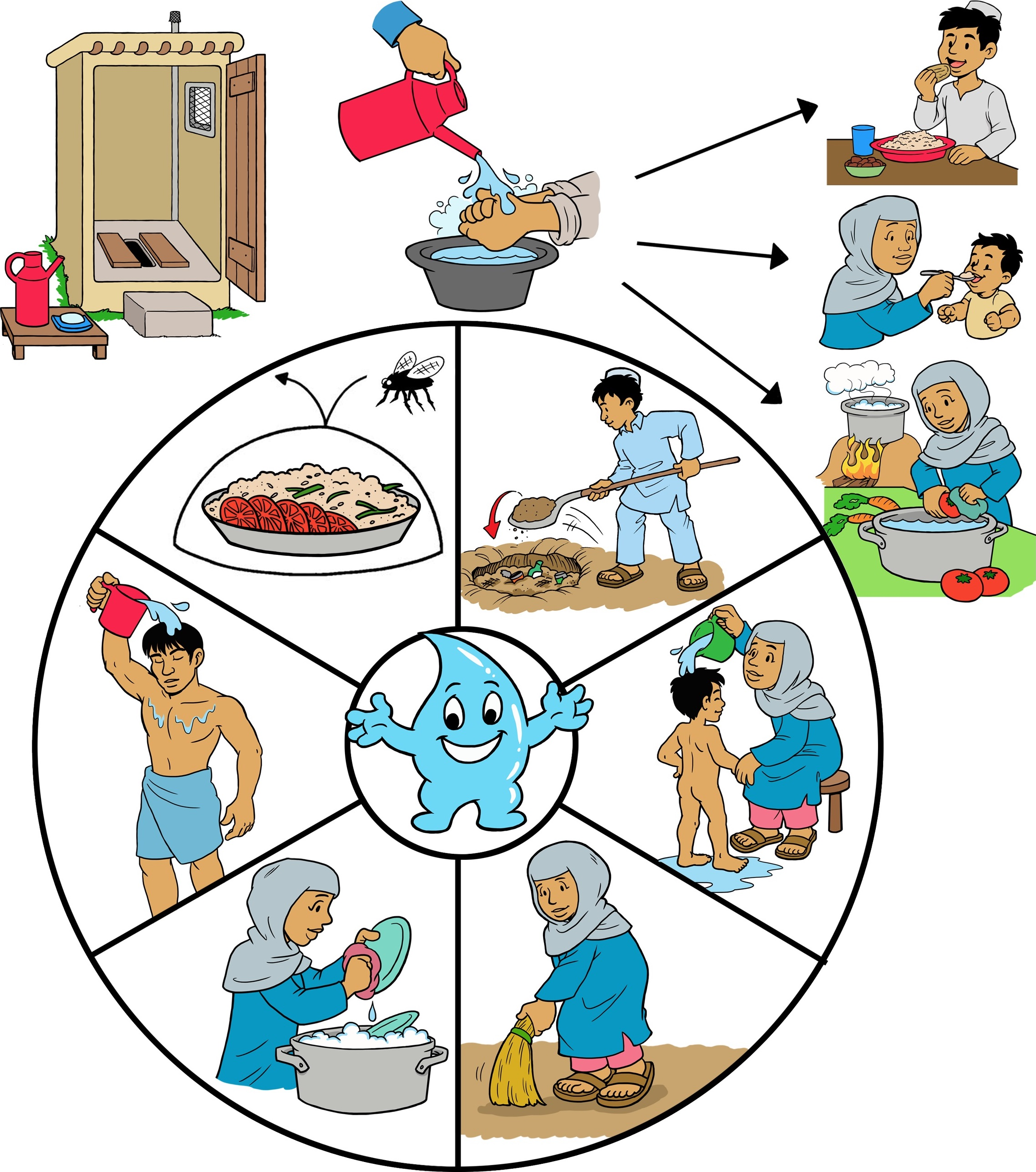
پوستر "توقف میکروب‌ها با استفاده از بهداشت خوب" در کشورهای مسلمان

بر اساس تقسیم‌بندی سازمان جهانی بهداشت، بهداشت بر سه سطح، استوار است: پیشگیری سطح اول، سطح دوم و سطح سوم.

### پیشگیری سطح اول
این مرحله، عبارت است از مجموعهٔ اقداماتی که برای جلوگیری از بروز بیماری انجام می‌شود؛ این اقدامات، موجب بالا رفتن میزان قدرت جسمی و روانی افراد جامعه و سالم‌تر شدن محیط زندگی می‌شود، و خود به دو مرحله تقسیم می‌شود:

#### ارتقای بهداشت
شامل آموزش همگانی بهداشت، بهبود رژیم غذایی بر اساس گروه‌های سنی، فراهم آوردن شرایط مناسب مسکن، کا، و تأمین تفریحات سالم می‌شود.

#### حفاظت ویژه در مقابل وقایع بهداشتی و بیماری‌ها

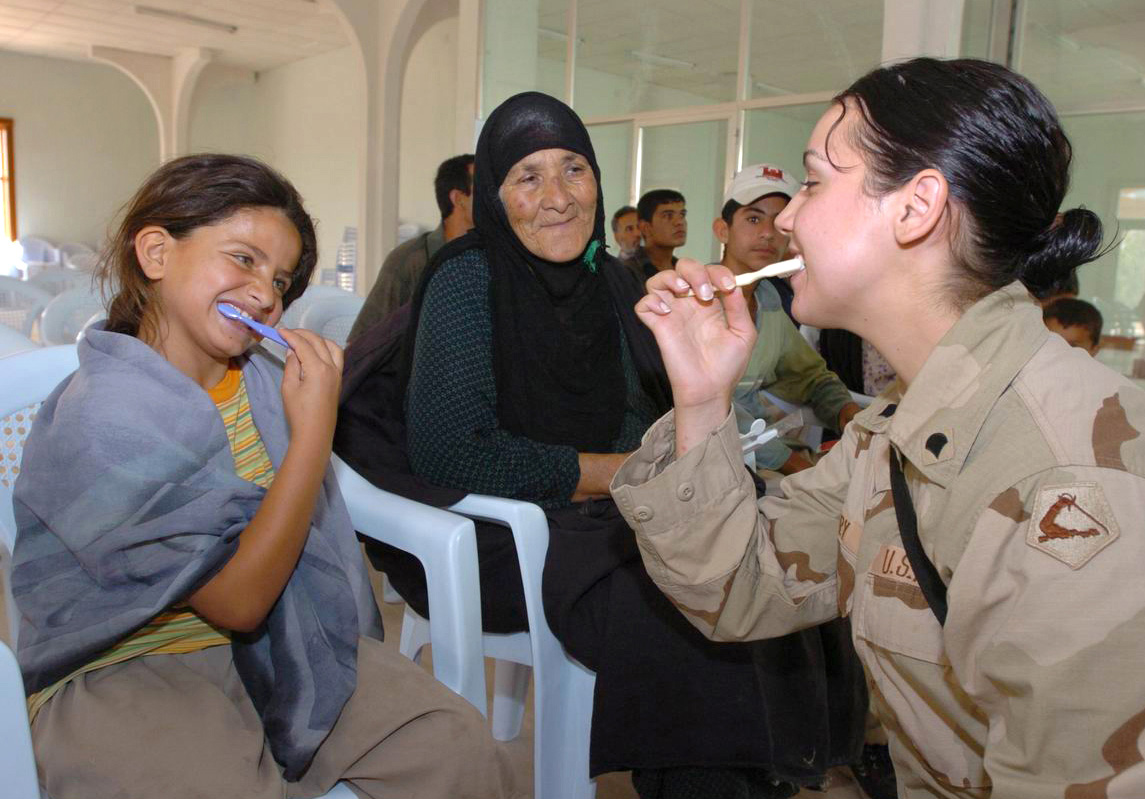
آموزش شیوهٔ صحیح مسواک کردن دندان در عراق.

شامل روش‌هایی اختصاصی است که از بروز برخی بیماری‌ها جلوگیری می‌کند؛ همچون تزریق واکسن برای پیشگیری از ابتلا به سرخک، کزاز، سیاه‌سرفه و فلج اطفال…، سمپاشی برای مبارزه با پشهٔ مالاریا، استفاده از کپسول ویتامین A برای جلوگیری از ابتلا به شبکوری، کم کردن گرد و غبار در معادن برای پیشگیری از بیماری‌های ریوی نزد کارگران، و مبارزه با آلودگی هوا و استعمال دخانیات برای پیشگیری از سرطان ریه.

### پیشگیری سطح دوم
این مرحله، شامل تشخیص به‌موقع بیماری و درمان سریع و مناسب است؛ این اقدامات برای جلوگیری از سیر بیماری به طرف مراحل پیشرفته، به‌وجود آمدن نقص و ناتوانی و سرایت بیماری به افراد سالم ضرورت دارد.

### پیشگیری سطح سوم
در این مرحله، هدف متوقف کردن سیر بیماری و جلوگیری از ناتوانی کامل یا مرگ است. فیزیوتراپی برای برگرداندن حرکت به یک عضو عارضه‌دیده، نمونه‌ای از این اعمال است. عمل‌های جراحی، استفاده از عینک، سمعک و ورزش‌های مخصوص، مثال‌هایی دیگر از اقداماتی هستند که برای بازگرداندن قسمتی از توانایی‌های از دست رفته یا جلوگیری از ناتوانایی بیش‌تر مورد استفاده قرار می‌گیرند.

## بهداشت عمومی
بهداشت عمومی علم و هنر پیشگیری از بیماری‌ها و ارتقای سلامت و افزایش طول عمر بشر با استفاده از اقدامات سازماندهی شده مردمی و سازمان‌های دولتی و خصوصی است که براساس آموزه‌های کارشناسان بر آن توجه و تأکید فراوانی شده‌است. بسیاری از نکات بهداشتی که نقش بسزایی در سلامتی انسان دارند، در تعالیم دین اسلام تحت عنوان واجب یا مستحب بیان شده‌است که به عنوان نمونه می‌توان به شرایط صحیح بودن نماز، از جمله به طهارت بدن و لباس اشاره کرد که همه این موارد در جایگاه خود تأثیر به سزایی در سلامت فرد و در وسعت بیشتر در سلامت جامعه دارد. «بهداشت عمومی» مترادف عبارت «سلامت عمومی» می‌باشد و سلامت به معنای تأمین رفاه کامل جسمی، روانی، اجتماعی و معنوی که معنای آن تنها به نبودن بیماری و نقص عضو، محدود نشده بلکه شامل محورهای جسم، روان و جامعه می‌باشد؛ لذا هرگونه نقص و آسیبی که به هریک از این محورهای وارد شود، تعادل فرد را برهم زده و منجر به نبود سلامت در فرد و جامعه می‌شود.
تمامی شاخه‌های بهداشت در اصل از گروه منشعب می‌شوند شامل: بهداشت محیط، بهداشت حرفه ای، بهداشت مدارس، بهداشت تغذیه، بهداشت مواد غذایی، بهداشت فردی، بهداشت دهان و دندان، بهداشت مادر و کودک پیشگیری از بیماری‌ها، بهداشت خانواده، بهداشت سالمندان و …
نگاه ابعادی بهداشت عمومی به سلامت فرد و جامعه
بهداشت عمومی به فرد در جامعه، نگاه می‌کند و به صورت ابعادی به سلامت فرد توجه دارد. تأثیر سلامت جسم بر سلامت روان و تأثیر سلامت روان بر سلامت جسم و نقش سلامت فرد بر سلامت جامعه و نقش سلامت جامعه بر سلامت فرد کند.

## بهداشت فردی

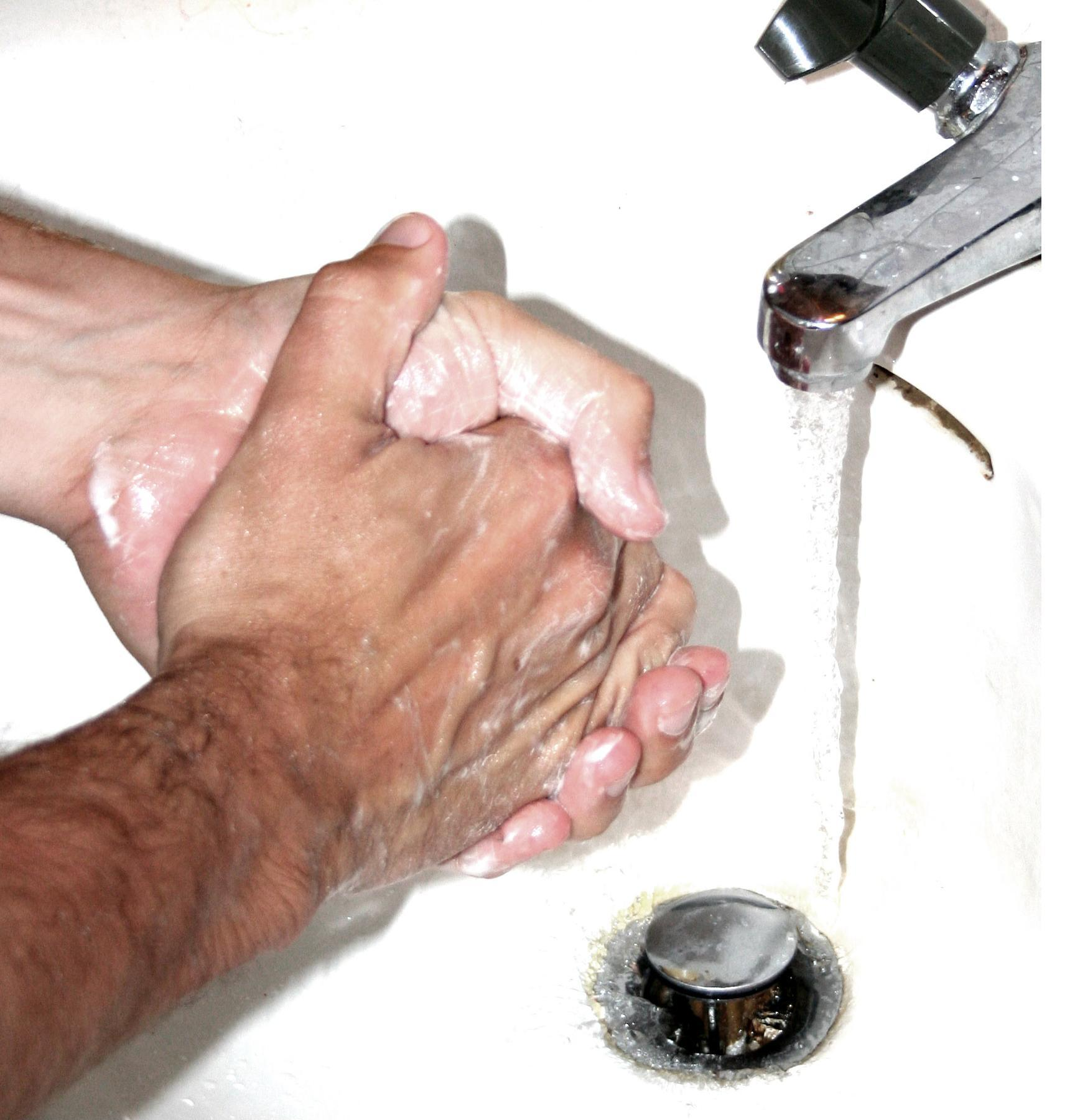
شستن دست‌ها یکی از مهم‌ترین شیوه‌های رعایت بهداشت فردی و جلوگیری از انتقال بیماری‌های واگیردار است.

بهداشت فردی متشکل از روش‌ها و اصولی جهت پیشگیری از بروز انواع بیماری‌ها و پاکیزه نگه‌داشتن اعضای بدن است.
ساده‌ترین کارها مانند شستشوی دست‌ها یا کل بدن، پاکیزگی مو و ناخن و رعایت اصول پاکیزگی لباس و پوشش‌های فردی می‌تواند سلامت یک فرد را تا حدود بسیار زیادی تأمین کند.
بهداشت فردی پایهٔ اصلی سلامت فرد و در نهایت یک جامعه را تشکیل می‌دهد. با رعایت چندین نکتهٔ ساده و روزمره در زندگی فرد، امنیت بالایی برای وی حاصل می‌شود که نتیجهٔ آن پیشگیری بهتر از درمان خواهد بود.

## بهداشت غذایی

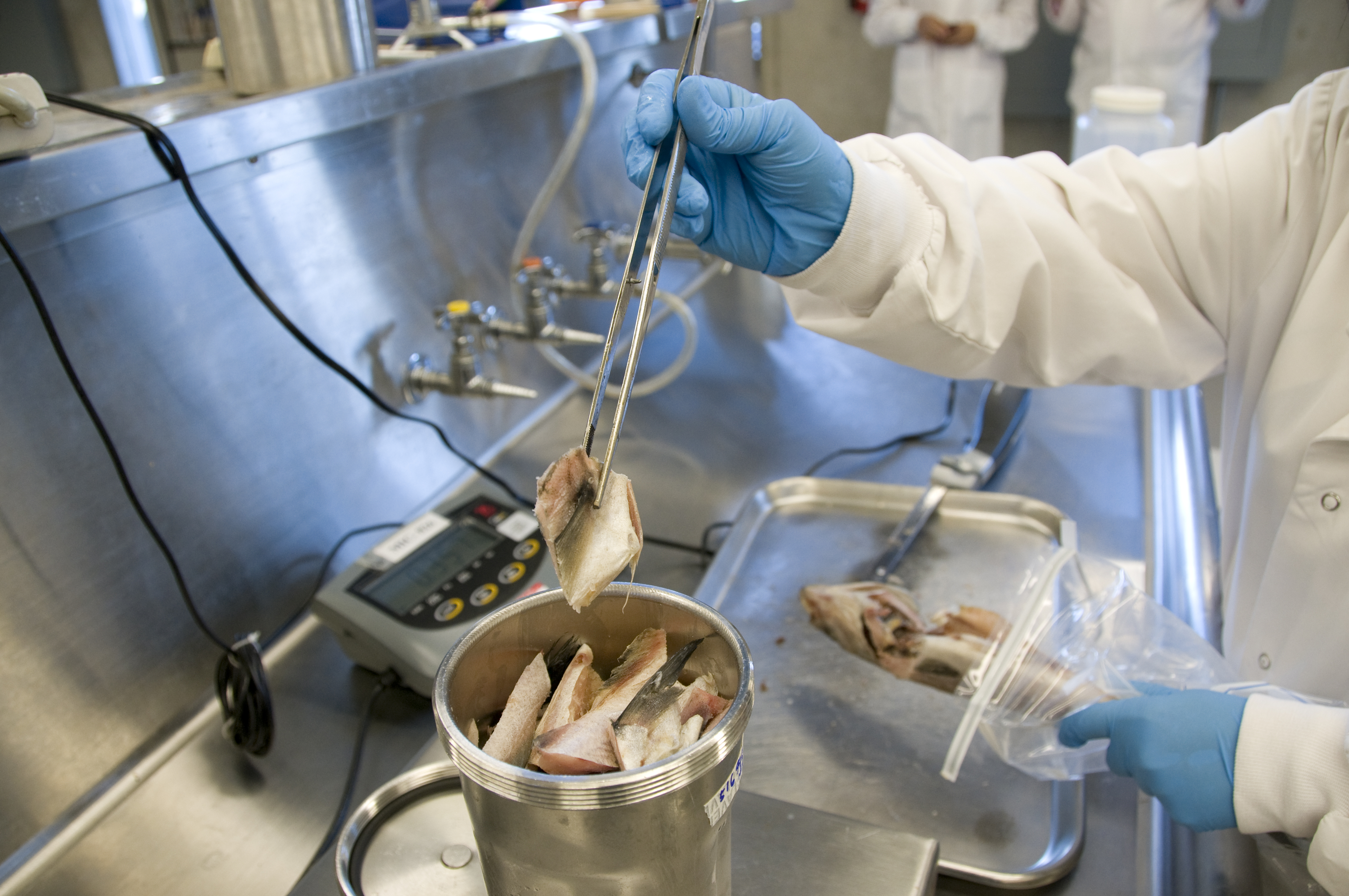
آزمایشگاه تست غذاهای دریایی برای ایمنی غذایی

بهداشت مواد غذایی شاخه‌ای از علم بهداشت عمومی است با هدف بهداشت غذایی پیشگیری از آلودگی غذایی، گسترش بیماری‌ها، و جلوگیری از مسمومیت غذایی است. قوانین بهداشتی غذایی راه‌های امنی را برای آماده کردن و نگهداری مناسب مواد غذایی، و خوردن درست غذا ذکر می‌کنند.

## بهداشت حرفه‌ای
بهداشت حرفه‌ای شاخه‌ای از علم بهداشت است که با شناسایی، ارزشیابی و کنترل عوامل زیان‌آور در محیط کار از بروز بیماری‌ها و عوارضی که ممکن است توسط عوامل زیان‌آور فیزیکی، شیمیایی، بیولوژیکی، ارگونومیکی به وجود آید، جلوگیری می‌کند.